# Centralny Rejestr Przestępców Wojennych i Podejrzanych
Centralny Rejestr Przestępców Wojennych i Podejrzanych (ang. Central Registry of War Criminals and Security Suspects) – centralny rejestr przestępców wojennych i osób podejrzanych o dokonanie przestępstw wojennych, (zwykle określany akronimem CROWCASS), dokonanych w czasie II wojny światowej, utworzony w kwietniu 1945 przy Naczelnym Dowództwie Alianckich Sił Ekspedycyjnych (ang. Supreme Headquarters Allied Expeditionary Force, SHAEF) w Paryżu. W 1946 rejestr został przeniesiony do Berlina i podlegał Sojuszniczej Radzie Kontroli Niemiec (ang. Control Council for Germany, CCG).
CROWCASS został utworzony jako element aparatu wykonawczego umożliwiającego ściganie sprawców przestępstw i zbrodni wojennych, w którego skład wchodziła także Komisja do spraw Zbrodni Wojennych Narodów Zjednoczonych (ang. United Nations War Crimes Commision, UNWCC), powstała w październiku 1943. Wpisanie do rejestru stanowiło podstawę do żądania ekstradycji przestępców wojennych, kierowanego zwykle do organów władzy okupacyjnej Niemiec, i późniejszego osądzenia ich w miejscu popełnienia zbrodni. Proces ekstradycyjny przebiegał dwustopniowo, najpierw państwo pokrzywdzone musiało spowodować wpisanie przestępcy lub podejrzanego na listę zbrodniarzy wojennych UNWCC, dopiero potem do rejestru CROWCASS. Stanowiło to podstawę do żądania ekstradowania osoby wymienionej na obu listach.
Rejestr CROWCASS został po raz pierwszy opublikowany w 1947 w czterech tomach, wymieniających osobno Niemców, nie-Niemców, oraz na oddzielnych listach osoby podejrzane o popełnienie przestępstw wojennych pomiędzy wrześniem 1939 a majem 1945. Rejestr oryginalnie zawierał 60 000 nazwisk, jednak nie wszyscy na niej wymienieni zostali uznani za przestępców lub zbrodniarzy wojennych, ponieważ byli poszukiwani w celu przesłuchania w charakterze świadków popełnionych zbrodni. Na liście CROWCASS znalazły się także osoby podejrzane o przygotowywanie dziesiątków tysięcy zbrodni wojennych. Na pierwszym miejscu rejestru znalazł się Adolf Hitler – poszukiwany za morderstwa w Polsce, Czechosłowacji i Belgii.
W 2005 rząd brytyjski wyraził zgodę na opublikowanie drukiem skonsolidowanego rejestru CROWCASS (będącego przedrukiem oryginalnego rejestru z 1947), pierwotnie lista nie miała być ujawniona jako własność publiczna przed rokiem 2023.